# This Strange Place
This Strange Place ist ein Jazzalbum von The Remote Viewers. Die zwischen Januar und September 2022 in den Oxo Studios entstandenen Aufnahmen erschienen am 20. März 2023 im Selbstverlag.

## Hintergrund
Die Londoner Gruppe The Remote Viewers kam 1997 als Saxophon-Trio zusammen, das aus den Saxophonisten Adrian Northover, David Petts und Louisa Petts bestand; zusätzlich spielte David Petts zwei Synthesizer spielte, während Louisa Petts sang. Ihr erstes Album, Low Shapes in Dark Heat (Leo Lab, 1998), wurde von den Petts im Studio aufgenommen. Von den zwölf Titeln waren neun Kompositionen von Petts, die anderen stammten von Sun Ra, Armando Sciascia und Ervin Drake. Nachfolgende Alben enthielten Kompositionen von David Bowie, Portishead, David Sylvian, Gordon Jenkins und Erik Satie, aber es hätte nicht lange gedauert, bis alle Titel von Gruppenmitgliedern komponiert wurden, notierte John Eyles.
2007 verließ Louisa Petts die Gruppe und der Bassist John Edwards sowie die Saxophonistinnen Caroline Kraabel und Sue Lynch kamen hinzu. Seitdem bildet die Besetzung mit Northover, David Petts, Edwards, Kraabel und Lynch den Kern der Gruppe, gelegentlich ergänzt durch weitere Musiker wie den Schlagzeuger Mark Sanders oder die Pianistin Rosa Theodora. Edwards, Kraabel, Lynch und Northover sind allesamt etablierte Improvisatoren und waren Eyles zufolge einflussreiche Mitglieder des London Improvisers Orchestra.

## Titelliste
- The Remote Viewers: This Strange Place[2]

1. The Threat 5:42
2. Ella’s Stare 3:29
3. Substance D 4:44
4. Paper Flowers in Water 4:01
5. Lost, in a Lost Age 3:40
6. Warpaint 5:24
7. After Midnight 4:44
8. This Strange Place 4:33
9. The Canvas Prison 3:44
10. Lost Again (Northover) 2:46

Wenn nicht anders vermerkt, stammen die Kompositionen von David Petts.

## Rezeption
Nach Ansicht von John Eyles, der das Album in All About Jazz rezensierte, ist This Strange Place ein erstklassiges Album zum fünfundzwanzigjährigen Bestehen von The Remote Viewers. Es sind nur die fünf Kernmitglieder zu hören. Während Northovers Hauptinstrumente Saxophone sind, wird ihm auch die Orchestrierung, das Mischen und das Mastering zugeschrieben, was wahrscheinlich die gelegentlichen Klänge von Schlagzeug, Perkussion oder Klavier zusätzlich zu Bass und Saxophonen erkläre. Es überrasche nicht, dass Edwards’ Bass ein solides Fundament bilde, das jeden der Tracks subtil untermauert. Bei vier Saxophonisten sei es unvermeidlich, dass sie die meiste Zeit die Aufmerksamkeit auf sich ziehen. Obwohl alle vier die meiste Zeit spielen, würden sie nicht abwechselnd eine Reihe von Soli spielen, sondern sich kreuzen und überlappen. Sie stünden sich nie im Weg, vielleicht wegen der Art und Weise, wie die Stücke geschrieben wurden. Ihr Spiel sei eine Freude und durchweg hörenswert. Selbst wenn alle vier zusammen spielen, passten ihre Beiträge wie Puzzleteile zusammen.